# All My Life (Foo Fighters)
All My Life è un singolo del gruppo musicale statunitense Foo Fighters, pubblicato il 24 settembre 2002 come primo estratto dal quarto album in studio One by One.

## Video musicale
Il video, reso disponibile il 26 settembre 2002 attraverso il sito ufficiale del gruppo, è stato diretto dal frontman Dave Grohl e mostra i Foo Fighters eseguire il brano su un palco.

## Tracce
CD (Regno Unito – parte 1)
1. All My Life (Album Version) – 4:22 (Foo Fighters)
2. Danny Says – 2:56 (Douglas Colvin, John Cummings, Jeff Hyman)
3. The One – 2:44 (Foo Fighters)

CD (Australia, Brasile, Europa, Regno Unito – parte 2)
1. All My Life (Album Version) – 4:22 (Foo Fighters)
2. Sister Europe – 5:05 (Timothy Butler, Paul Davey, James Kilburn, Nicholas Morris, John Ashton, Richard Butler)
3. Win or Lose – 3:26 (Dave Grohl)
4. All My Life (Video/Directors Cut) – 5:02 (Foo Fighters) – assente nell'edizione australiana

7" (Regno Unito)
- Lato A

1. All My Life (Album Version) – 4:22 (Foo Fighters)

- Lato B

1. Sister Europe – 5:05 (Timothy Butler, Paul Davey, James Kilburn, Nicholas Morris, John Ashton, Richard Butler)

7" (Stati Uniti)
- Lato A

1. All My Life – 4:13 (Foo Fighters)

- Lato B

1. Danny Says – 4:22 (Douglas Colvin, John Cummings, Jeff Hyman)

## Formazione
Gruppo
- Dave Grohl – voce, chitarra
- Taylor Hawkins – batteria
- Nate Mendel – basso
- Chris Shiflett – chitarra

Produzione
- Nick Raskulinecz – produzione, registrazione
- Foo Fighters – produzione
- Jim Scott – missaggio
- Bob Ludwig – mastering

## Classifiche
| Classifica (2002)             | Posizione massima |
| ----------------------------- | ----------------- |
| Australia                     | 20                |
| Germania                      | 93                |
| Italia                        | 30                |
| Norvegia                      | 13                |
| Nuova Zelanda                 | 46                |
| Paesi Bassi                   | 95                |
| Regno Unito                   | 5                 |
| Regno Unito (rock & metal)    | 1                 |
| Stati Uniti                   | 43                |
| Stati Uniti (alternative)     | 1                 |
| Stati Uniti (mainstream rock) | 3                 |
| Svezia                        | 37                |